# Myrkavatn
Der Myrkavatn ist ein See im Westen Islands. 

## Geografie
Der Myrkavatn liegt auf einer Höhe von rund 419 m im Nordosten der Gemeinde Kjós an der Grenze zu Bláskógabyggð, südwestlich des Botnssúlur und des kleineren Sees Sandvatn. Südlich des Myrkavatn liegt der Berg Búrfell, westlich Kjalarhorn.
Die Öxará ist ein Abfluss des Sees; sie fließt nach Südosten im nach ihr benannten Öxarárdalur.